# ماتئو پروکوپیو
ماتئو پروکوپیو (انگلیسی: Matteo Procopio؛ زادهٔ ۴ ژوئیهٔ ۱۹۹۶) بازیکن فوتبال است.
از باشگاه‌هایی که در آن بازی کرده‌است می‌توان به باشگاه فوتبال کرمونزه اشاره کرد.